# فرودگاه بیور مارش
فرودگاه بیور مارش (به انگلیسی: Beaver Marsh Airport) یک فرودگاه همگانی بهره‌برداری هوایی است که یک باند فرود خاک دارد و طول باند آن ۱۳۷۲ متر است. این فرودگاه در کشور ایالات متحده آمریکا قرار دارد و در ارتفاع ۱۴۱۴ متری از سطح دریا واقع شده‌است.